# پناهگاه شیرپلا

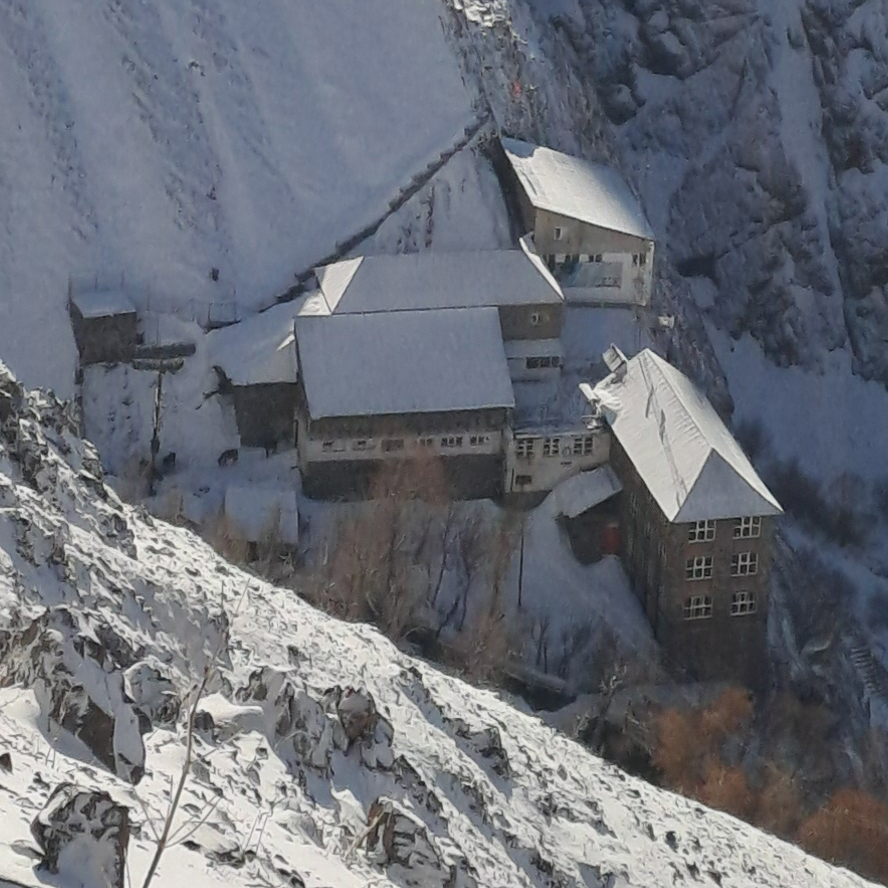
نما از ارتفاع غربی مشرف به پناهگاه

مجتمع شیرپَلا مجتمعی کوهستانی در کوه‌های البرز در شمال تهران است.
این مجتمع در ارتفاع ۲۷۵۰ متری از سطح دریا قرار دارد و مسیر آن از سربند، پس‌قلعه و آبشار دوقلو می‌گذرد. از شیرپلا تا قلهٔ توچال معمولاً سه تا چهار ساعت راه است. این مجتمع در دو طبقه بنا شده و دارای امکاناتی چون خوابگاه با ظرفیت ۱۵۰ نفر، ناهارخوری، بوفه، نمازخانه و سرویس کامل بهداشتی و لوله‌کشی آب و برق است.
نام شیرپلا یا شیرپِلا در گویش مازندرانی به معنی شیر برنج است که هنوز هم خوراک گاوداران مازندران در بلندی‌های البرز است.شیر پلا با کسره پ معنی شیر برنج می‌دهد و با فتحه پ معنی‌اش پهلوی شیر است. شیر یا شر(با کسره ش) به معنی صدای ریزش آب است که در حقیقت شرشر با کسره ش همان شرشر با ضمه ش در فارسی است که منظور از شر همان ابشار است لذا معنی شیرپلا پهلوی ابشار یا لفظ درست فارسی کنار ابشار است. 
کیقباد، پادشاه اساطیری، پیش از رسیدن به سلطنت به کمک جهان پهلوان رستم، در دژ کیقباد که در شیرپلای امروزی قرارداشته، زندگی می‌کرده‌است.
البته در مورد نام شیرپلا برخی از کوهنوردان نیز معتقدند نام شیرپلا از واژه شیب پناه گرفته شده و به مرور زمان به شیرپلا تبدیل شده که این عقیده نیز با توجه به موقعیت این پناهگاه دور از ذهن نمی‌باشد.

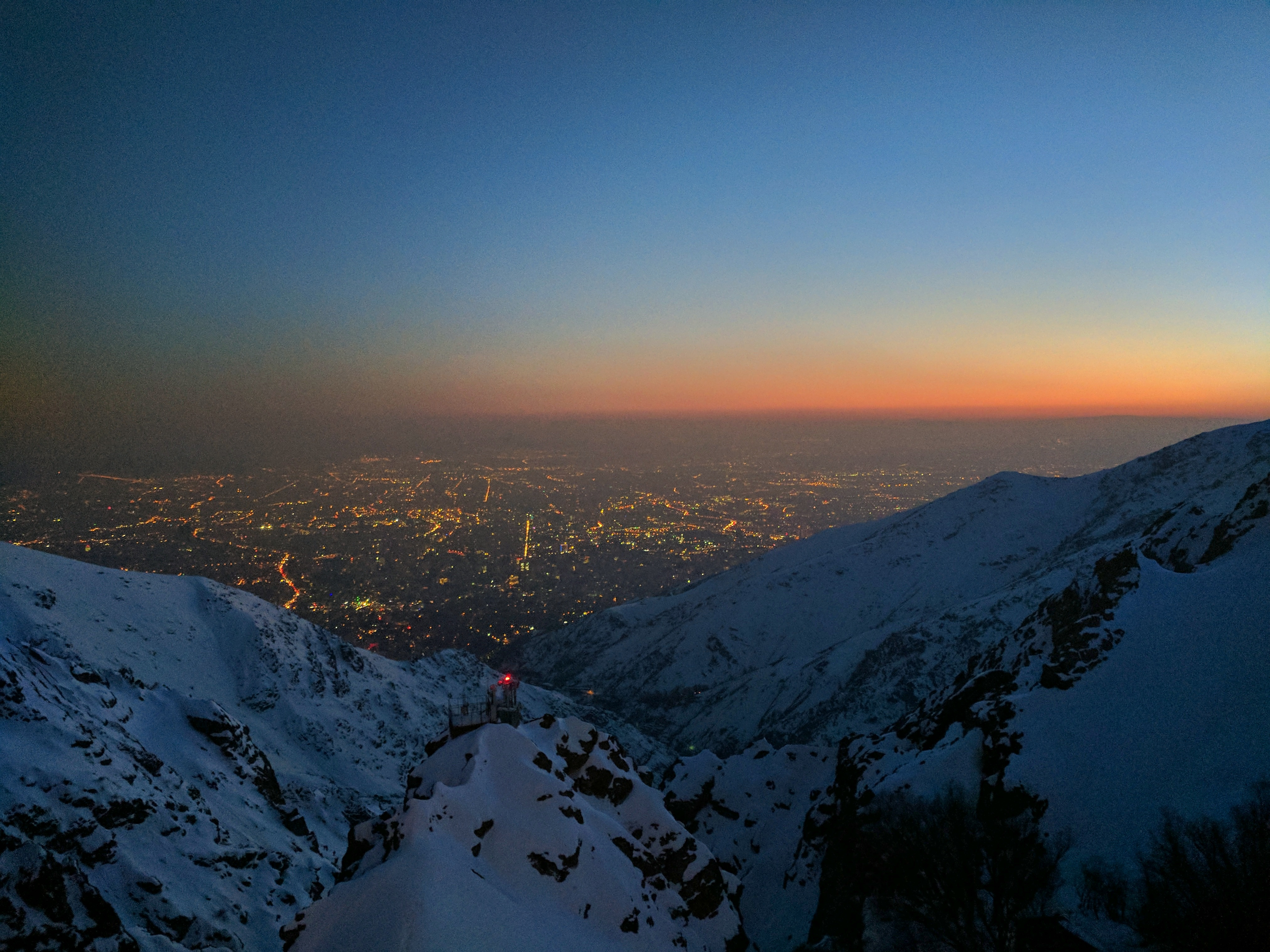
منظره جنوبی شیرپلا هنگام غروب خورشید
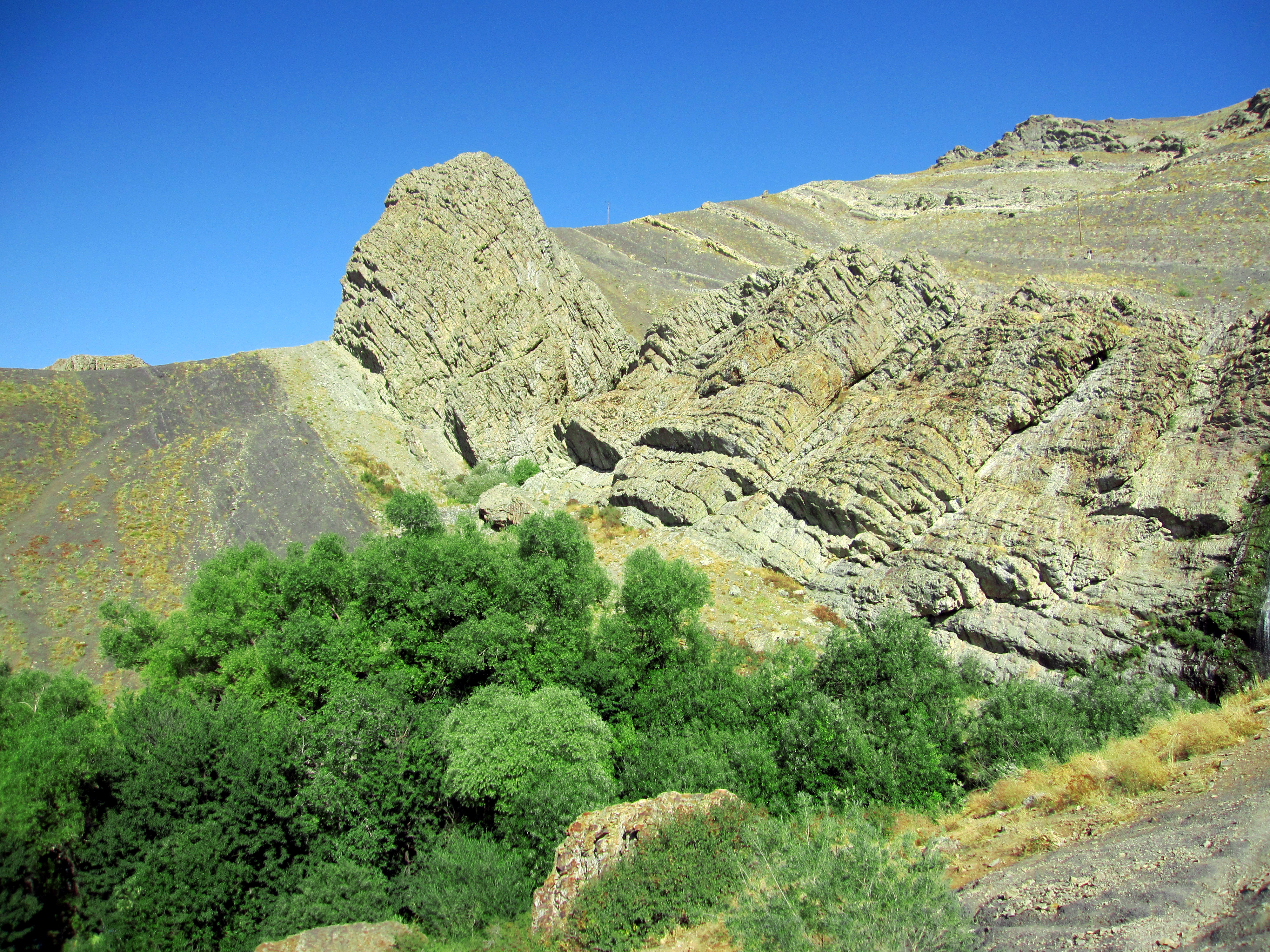
شیرپلا

## تأسیس
کلنگ تأسیس پناهگاه شیر پلا به شکل مدرن امروزی در سال ۱۳۴۱ در زمان حسین رفعتی افشار، نهمین رئیس فدراسیون کوهنوردی کشور بر زمین‌خورد.

## دسترسی‌ها
راه اصلی ورود به این پناهگاه از سمت دربند می‌باشد و پس از رسیدن به دو راهی اوسون باید به سمت راست (با توجه به علائم راهنما) حرکت کرد. در سمت چپ این پناهگاه مسیر قله توچال و همچنین ایستگاه پنجم توچال موجود است.